# Hemichromis exsul
Hemichromis exsul är en fiskart som först beskrevs av Trewavas, 1933.  Hemichromis exsul ingår i släktet Hemichromis och familjen Cichlidae. IUCN kategoriserar arten globalt som livskraftig. Inga underarter finns listade i Catalogue of Life.